# Зардыхан Кинаятулы
Зардыхан Кинаятулы (каз. Зардыхан Қинаятұлы; 31 декабря 1940, аймак Ховд, Монголия — 22 ноября 2016, Алма-Ата, Казахстан) — монгольский и казахстанский учёный, кандидат философских наук (1975), доктор исторических наук (1987), профессор, историк-монголовед, специалист в области древней и средневековой истории Казахстана и Центральной Азии.

## Биография
В 1965 году окончил исторический факультет Монгольского государственного университета, в 1975 году — Академию общественных наук при ЦК КПСС в Москве. 
В 1975—1987 годах — секретарь ЦК профсоюзов Монголии, в 1990—1992 годах заместитель председателя правительства, заместитель председателя Великого государственного хурала Монголии. В 1992—1994 годах — на дипломатической службе, был консулом Монголии в Ташкенте, а также советником посольства Монголии в Казахстане. Один из авторов и разработчиков новой Конституции демократической Монголии, правовых, политических и экономических реформ. 
В 1994 году переехал в Казахстан, работал заведующим отделом древней и средневековой истории Казахстана в Институте истории и этнологии имени Ч. Ч. Валиханова МОН РК.

## Научная деятельность
Основные научные исследования посвящены истории Монгольской империи, Ак-Орды и Казахского ханства, тюркских и монгольских племён средневековья (саков, кереитов, найманов, монголов и др.). Им введены в научный оборот новые источники на монгольском, маньчжурском языках по средневековой истории Казахстана. Ряд исследований посвятил истории казахской диаспоры в Монголии, межнациональным отношениям. В 1990—1991 годах публиковал политологические статьи в США, России, Китае, Гонконге.
Монографии:
- Социализм уу эсвел хөгжлийн гажил уу? (Социализм или порок развития?) Улан-Батор, 1991 (на монгольском языке);
- Жылаған жылдар шежіресі («Летопись слезных лет»), А., 1995;
- Моңғолиядағы қазақтар («Казахи Монголии»), А., 2001;
- Моңғол үстіртін мекен еткен соңғы түрік тайпалары. ҚX — XҚҚ ғасырлар («Последние тюркские племена на монгольском хребте: IX-XIII вв.»), Астана: «Ел орда», 2001, 216 с.;
- Қазақ мемлекеті және Жошы хан. (Казахская государственность и Джучи хан), Астана, 2004;

Некоторые статьи:
- Быль и правда вокруг родословной Джучи-хана // Отан тарихы. 1999, № 2;
- Меркиты: из глубины веков до наших дней // Отан тарихы. 1999, № 1;
- О трех явлениях культурного наследия монголов из Казахстана // Отан тарихы. 2000, № 1-2;
- К переосмыслению монгольской эпохи в истории Казахстана // Отан тарихы. 2003. № 1;
- Зая Бандида и история казахов // Казак Ордасы, 2003, № 1-2;
- Новый взгляд на этимологию термина «казак» // Егеме Казакстан. 24 сентября 2003 г.;
- Шынгысхан такырыбы киял, хикаялармен алынатын биик емес // Жас Алаш. 2004. 07. 02.;
- Еуразияшылдык казакты кайда апара жатыр // Жас Алаш. 2004. 06. 15.